# Carlo Montuori

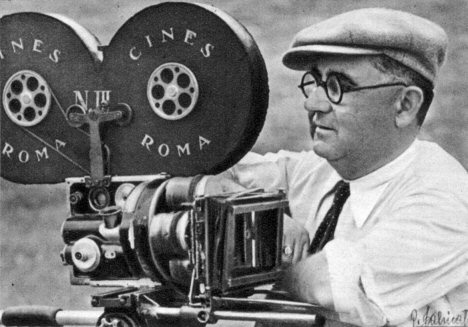
Carlo Montuori (1935)

Carlo Luigi Montuori (* 3. August 1883 in Casacalenda, Italien; † 4. März 1968 in Rom) war ein italienischer Kameramann mit einer rund ein halbes Jahrhundert umspannenden Filmkarriere als Bildgestalter.

## Leben

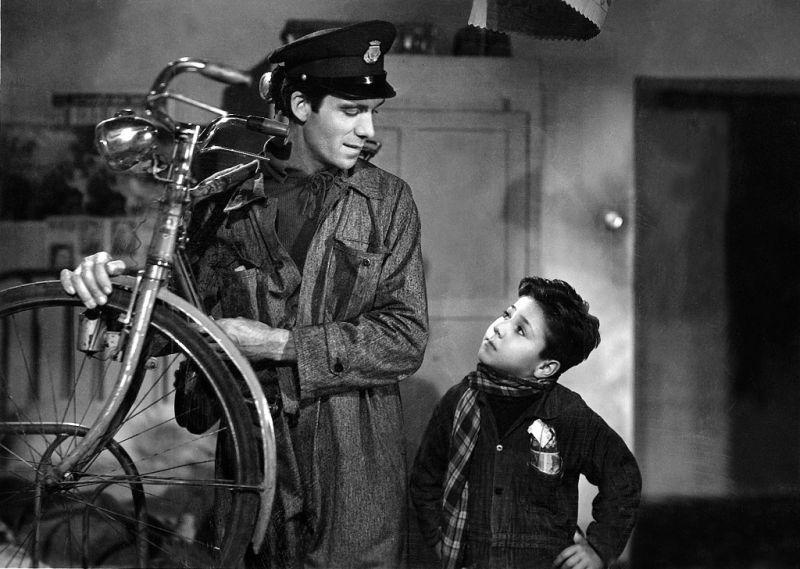
Fahrraddiebe, fotografiert von Carlo Montuori

Montuori wurde laut amtlichen Melderegister 1883 in der Provinz Campobasso in der Region Molise und nicht wie weitläufig verbreitet 1885  geboren. Sein Vater Eugenio war Landbesitzer und seine Mutter Giuseppina Pietrantonio Lehrerin.
Noch in seiner Jugend ging er nach Mailand und besuchte zunächst das Polytechnikum und anschließend die Accademia di Belle Arti di Brera. Nach dem Abschluss betätigte er sich als Fotograf in seiner italienischen Heimat und in der Schweiz. 1907 stieß er zur noch kaum entwickelten Kinematografie seines Landes und lernte alles über die Filmfotografie bei seinem Lehrmeister, dem Filmkamera-Pionier Luca Comerio. Von der Mailänder Produktionsfirma Milano Films erhielt Montuori seine erste größere Anstellung. Unmittelbar vor Ausbruch des Ersten Weltkriegs wurde Carlo Montuori zum Chefkameramann bestellt. Anfänglich kooperierte Montuori häufig mit Augusto Genina, einem Spezialisten für Monumentalepen. Später, Mitte der 1920er Jahre, war er als einer von mehreren Kameraleuten auch an den zusätzlichen Aufnahmen zu Fred Niblos in Rom gedrehtem Epos Ben Hur beteiligt. Während der Mussolini-Ära arbeitete Montuori mit einer Reihe von Regisseuren des Telefoni Bianchi-Kinos zusammen, allen voran Gennaro Righelli. „Montuoris edel-gelackte Bilder sollten die Illusion einer luxuriösen Welt der Schönen und Reichen, der tülligen Boudoirs und seidenen Salons vermitteln; auch schwelgten sie – bei Historienstoffen – im Glanz vergangener Epochen“, ohne dass sich ihr Schöpfer Montuori in jenen Jahren allzu intensiv auf die lupenreine Faschismus-Filmpropaganda des Regimes einließ.
Bei Kriegsende 1945 schien Montuoris Œuvre zunächst im Mittelmaß zu verweilen, doch begannen sich bald einige talentierte, jüngere Regisseure wie Luigi Zampa, für den Montuori u. a. die realitätsnahen Familiengeschichte „Kritische Jahre“ drehte, seine Mitarbeit zu sichern. „Mit seiner ungeschönten, im nüchternen Dokumentarstil gehaltenen Fotografie zu Fahrraddiebe, dem Meisterwerk Vittorio de Sicas und zugleich Paradestück des italienischen Neorealismus’, konnte der 63jährige Veteran viel von seinem in der Mussolini-Zeit verspielten Ruf wiedergutmachen.“ Für seine Kameraarbeit an Fahrraddiebe wurde er 1949 mit dem Silbernen Band ausgezeichnet. Montuoris spätere Arbeiten mit de Sica als Schauspieler („Im Zeichen der Venus“) oder als Regisseur (Das Dach) konnten mit dieser Leistung nicht mithalten. Zuletzt fotografierte Carlo Montuori nur noch filmische Unterhaltungsroutine mit Regisseuren wie Stefano Vanzina, Luigi Comencini, Dino Risi und Lucio Fulci, ehe er sich nahezu 80-jährig in den Ruhestand verabschiedete.
Sein Sohn Mario Montuori arbeitete gleichfalls als Kameramann.

## Filmografie
- 1907: Il cane riconoscente (Kurzfilm)
- 1914: La fuga degli amanti
- 1914: La doppia ferita
- 1914: Dem Abgrund entgegen (La corsa all'abisso)
- 1915: Redenzione
- 1915: Mezzanotte
- 1916: La signorina Ciclone
- 1916: Il sopravissuto
- 1916: Lea
- 1917: L’incantesimo
- 1917: Odio fraterno
- 1918: Maria di Magdala
- 1919: Le due rose
- 1919: La via dolorosa
- 1920: La rupe tarpea
- 1920: Temi
- 1921: Die Tragödie eines Verbannten (La mirabile visione)
- 1921: Saracinesca
- 1922: Dante nella sua vita e nei suoi tempi
- 1923: Marco Visconti
- 1924: Maremma
- 1925: Garibaldi e i suoi tempi
- 1925: Ben Hur (Ben-Hur: A Tale of the Christ)
- 1926: Komteß Bubikopf (L’ultimo Lord)
- 1927: Blutende Herzen (Addio Giovinezza!)
- 1928: Pas sur la bouche
- 1928: Myriam
- 1929: Sole
- 1929: La sperduta
- 1930: Nerone
- 1931: Die Pranke
- 1931: Resurrectio
- 1931: La scala
- 1931: Terra Madre
- 1932: O la borsa, o la vita
- 1932: Die Himmelsflotte (L’armata azzurra)
- 1933: La voce lontana
- 1933: Un cattivo soggetto
- 1933: Il signore desidera ?
- 1934: Tempo massimo
- 1934: Seconda B
- 1934: L’ultimo dei Bergerac
- 1935: Aldebaran
- 1935: Stadio
- 1935: Darò un milione
- 1936: La danza delle lancette
- 1936: Pensaci, Giaconino !
- 1937: Il feroce Saladino
- 1937: Gatta di cova
- 1937: Felicita Colombo
- 1938: Ein Mann wird entführt (Hanno rapito un uomo)
- 1938: Unsere kleine Frau
- 1938: Orgoglio
- 1939: Bionda sottochiave
- 1939: Frenesia
- 1940: Don Pasquale
- 1940: Addio giovinezza !
- 1940: Tutto per la donna
- 1941: Sancta Maria
- 1941: L’uomo del romanzo
- 1941: Sissignora
- 1942: La contessa Castiglione
- 1942: La morte civile
- 1943: Addio, amore !
- 1943: Enrico IV.
- 1945: Il sole di Montecassino
- 1945: Pronto, chi parla ?
- 1946: Mio figlio, professore
- 1947: Kritische Jahre (Anni difficile)
- 1947: Il passatore
- 1948: Fahrraddiebe (Ladri di biciclette)
- 1948: Cuore
- 1949: Herzen kennen keine Grenzen (Cuori senza frontiere)
- 1949: Patto col diavolo
- 1950: Flucht vor dem Schicksal (La portatrice di pane)
- 1951: Jagd ohne Gnade (La città si difende)
- 1951: Vendetta, die Rache des Bruders (Il capitano nero)
- 1952: Es begann auf der Straße (Wanda la peccatrice)
- 1952: Andere Zeiten (Altri tempi)
- 1952: Die Königin von Saba (La regina di Saba)
- 1952: La fiammata
- 1953: Canzone appassionata
- 1953: Prima di sera
- 1953: Via Padova 46
- 1954: Liebe, Brot und Eifersucht (Pane, amore e gelosia)
- 1954: Das Gold von Neapel (L’oro di Napoli)
- 1954: Im Zeichen der Venus (Il segno di Venere)
- 1954: Ein Amerikaner in Rom (Un americano a Roma)
- 1955: Wohnung mit allem Komfort (Gli ultimi cinque minuti)
- 1956: Das Dach (Il tetto)
- 1958: Ein kleiner Mann aus Sizilien (L’uomo dei calzoni corti)
- 1959: I ragazzi di juke-box
- 1960: Das Geheimnis der roten Maske (Il terrore della maschera rossa)
- 1960: Gli incensurati
- 1964: Die Puppen (Le bambole) (ungenannt)